# Candice Afia
Candice Afia est une actrice américaine connue pour ses rôles dans Patient Zero (2011), Grey's Anatomy (2005) et The Boy King (1986).

## Filmographie
- 1986 : The Boy King[2]
- 2007 : Esprits criminels
- 2007 : The Riches
- 2007 : Alibi
- 2008 : The Shield
- 2008 : Grey's Anatomy[3]
- 2008 : Twentysixmiles
- 2011 : Patient zero[4]
- 2012 : Mentalist
- 2012 : Hôpital central
- 2012 : NCIS : Los Angeles